# Desinfestação por atmosfera anóxia
Desinfestação por atmosfera anóxia é um método de erradicação de pragas em bens móveis sem uso de biocidas. A empresa americana Art Care International desenvolveu e patenteou o processo. O método priva o oxigênio dos insetos fazendo-os morrer por asfixia. Serviço disponível no EUA, Brasil e Eslovênia, em 2006.
No Brasil a empresa Ulisses Mello Restaurações Ltda executa o processo de acordo com os protocolos estabelecidos pela empresa americana Art Care Internatonal.